# Vocal Studies + Uprock Narratives
Vocal Studies + Uprock Narratives é o álbum de estúdio de estreia de 2001 do  produtor musical norte-americano Scott Herren, publicado sob o nome de Prefuse 73. Lançado em 11 de junho de 2011 por intermédio da Warp Records, o álbum mescla os gêneros hip hop, IDM e glitch, contendo vocais de apoio de artistas como Mikah 9, MF Doom, Aesop Rock e Sam Prekop.
Após trabalhar com inúmeros artistas de locais de hip hop, numa estrutura musical com a qual o não se identificava, Scott decidiu criar seus próprios trabalhos numa direção distinta. O álbum Vocal Studies + Uprock Narratives é essencialmente instrumental e conta com vocais intelígiveis, com samples das canções de Nas, Ol' Dirty Bastard e Erykah Badu. Apesar de não ter figurado nas paradas musicais dos Estados Unidos, foi recebido de forma positiva pela crítica musical, levando a Rolling Stone e o The Globe and Mail a classificarem-no como um dos melhores álbuns do ano.

## Recepção crítica
Vocal Studies + Uprock Narratives foi aclamado pela crítica, com elogios voltados à esquematização e à mesclagem de gêneros distintos. Josh Brush, do portal AllMusic, considerou o álbum como "um dos mais aprazíveis trabalhos de techno em muitos anos". Christopher Dare, da renomada Pitchfork, concedeu ao álbum uma nota de 8.7 de 10 pontos, afirmando que o álbum "pintava uma representação peculiar de nossa urbanidade". Tedd Kessler, da NME, considerou o álbum "barulhento, mas empolgante", enaltecendo a imprevisibilidade da produção das faixas.

## Alinhamento de faixas
| N.º | Título               | Duração |  |
| 1.  | "Radio Attack"       | 5:15    |  |
| 2.  | "Nuno"               | 2:59    |  |
| 3.  | "Life Death"         | 3:23    |  |
| 4.  | "Smile in Your Face" | 2:28    |  |
| 5.  | "Point to B"         | 4:01    |  |
| 6.  | "Five Minutes Away"  | 3:15    |  |
| 7.  | "Living Life"        | 2:43    |  |
| 8.  | "Eve of Dextruction" | 3:22    |  |
| 9.  | "Last Night"         | 3:40    |  |
| 10. | "Cliché Intro"       | 1:48    |  |
| 11. | "Back in Time"       | 2:10    |  |
| 12. | "Hot Winter's Day"   | 2:12    |  |
| 13. | "Black List"         | 3:50    |  |
| 14. | "Untítulod"          | 1:23    |  |
| 15. | "Afternoon Love In"  | 4:01    |  |
| 16. | "7th Message"        | 3:52    |  |